# CNTRL
CNTRL‏ (Centriolin) هوَ بروتين يُشَفر بواسطة جين CNTRL في الإنسان.